# Edgar F. Kaiser

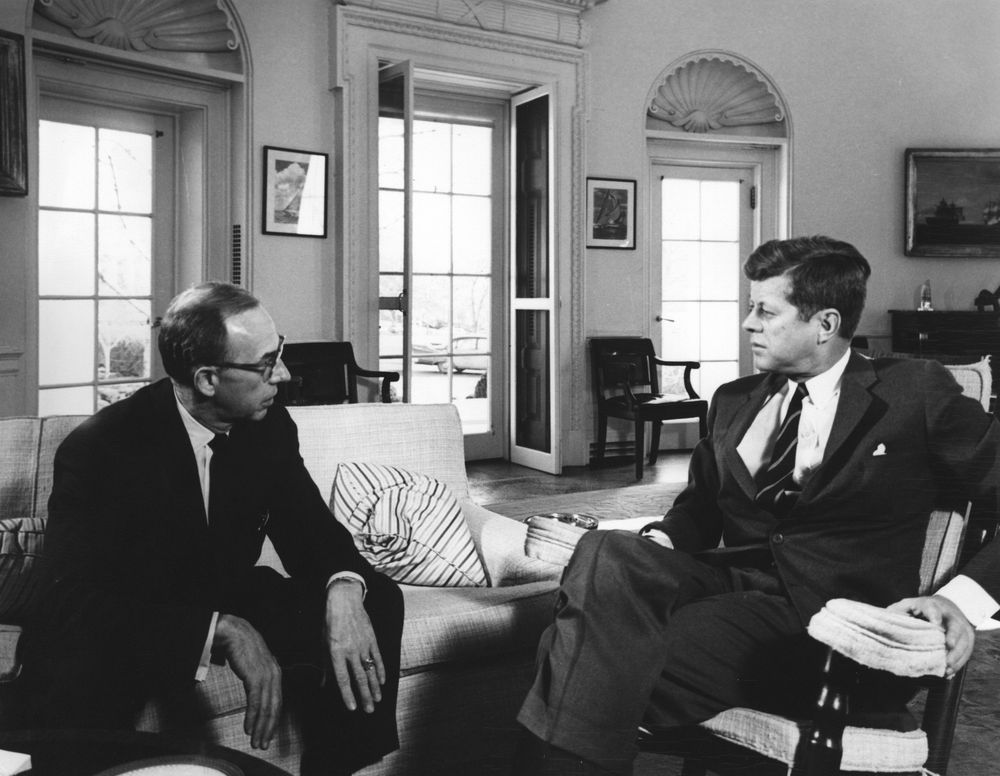
Präsident John F. Kennedy (rechts) und Edgar F. Kaiser (links) im Oval Office des Weißen Hauses

Edgar Fosburgh Kaiser, Edgar Kaiser senior,  (*  29. Juli 1908 in Seattle; † 7. Dezember 1981 in Oakland, Kalifornien) war ein US-amerikanischer Unternehmer.
Kaiser war der Sohn von Henry J. Kaiser, dem Gründer der Industriellendynastie. Er war schon früh in die Bauunternehmen seines Vaters eingespannt und studierte bis 1930 an der University of California Wirtschaft. Mit Erlaubnis seines Vaters verließ er die Universität ohne Abschluss und arbeitete beim Pipelinebau in Texas (ursprünglich mit der Absicht seinen Universitätsabschluss später nachzuholen), ab 1932 beim Hoover Dam als Vorarbeiter und später Aufseher der Aushubarbeiten für den Damm und danach am Bonneville Dam. 1941 wurde er Vizepräsident und General Manager von Kaiser Shipyards, der Werftfirma seines Vaters in der im Zweiten Weltkrieg die Liberty-Frachter am Fließband aus vorgefertigten Teilen hergestellt wurden. 1947 wurde er General Manager der Kaiser-Frazer Corporation (Kaiser Motors) für Autobau. 1954 kehrte er in die Hauptverwaltung zurück und 1956 wurde er Präsident der Kaiser Industries Corporation, auch wenn sein Vater bis zu seinem Tod noch wesentlich das Management bestimmte. Für seine Förderung des Hausbaus in den 1960er Jahren besonders für mittlere und niedrige Einkommen als Mitglied des Committee on Urban Housing von Lyndon B. Johnson erhielt er 1969 die Presidential Medal of Freedom. Außerdem erhielt er den Award of Excellence von Engineering News-Record. 1970 wurde Kaiser in die American Academy of Arts and Sciences gewählt.
1959 wurde er Aufsichtsratsvorsitzender der Kaiser Steel Corporation und brach mit den übrigen Stahlproduzenten, indem er sich mit den streikenden Arbeitern einigte. Schon unter John F. Kennedy war er in mehreren staatlichen Komitees.
Einer seiner Söhne war Edgar F. Kaiser Jr. (1942–2012), der die Denver Broncos besaß und später nach Kanada zog.